# Eucharidema apora
Eucharidema apora là một loài bướm đêm trong họ Geometridae.